# Negaraku
"Negaraku" es el himno nacional de Malasia. La traducción del título significa Mi país. El himno nacional de Perak también usa la misma melodía. "Negaraku" fue adoptado en 1957 cuando se independizó del Reino Unido.

## Historia
A la hora de independencia, cada uno de los once estados de Malaya que formaron la nueva federación tenía su propio himno, pero no había ninguno para la propia federación en conjunto. Tunku Abdul Rahman, en ese entonces ministro de interior, organizó un comité con el fin de elegir un himno nacional. A sugerencia de este, se dio una competición mundial, con 514 propuestas que no se encontraron convenientes. 
Ante esto, el comité decidió invitar a compositores de reputación internacional que consideraran los candidatos. Los compositores elegidos fueron Benjamin Britten, Sir William Walton, que había compuesto hacía poco la marcha de la coronación de la reina Isabel II, el compositor americano Gian Carlo Menottiy Zubir Said, futuro autor del himno nacional de Singapur. Estos fueron rechazados también.
El comité entonces dio la vuelta al himno del estado de Perak. El 5 de agosto de 1957 fue seleccionado a causa del "sabor tradicional" de su melodía. Las nuevas letras para el himno nacional fueron escritas en común por los jueces - con Tunku presidiéndoles. Entonces, aun como himno del estado de Perak, era una canción bien conocida bajo el título de Terang Bulan ("luna brillante "de Malaya). 
La canción había sido muy popular en la isla de Mahé en las Seychelles en donde el Sultán de Perak había estado viviendo antes exilado. Ahí la oyó en un concierto público en la isla, una canción obra del autor Pierre Jean de Beranger (1780-1857), que nació y murió en París. Cuando invitaron un miembro de la familia real de Perak a una recepción en Europa, le preguntaron cuál era su himno del estado, lo que le hizo darse cuenta de que su estado no poseía un himno. Para no quedar mal, procedió a tararear la melodía ya mencionada. Así nació el himno.
La composición fue introducida más adelante en un Bangsawan indonesio (ópera), que se realizaba en Singapur. En este tiempo, la melodía llegó a ser extremadamente popular y le fue dado el título de Terang Bulan. Aparte de su prestigio como el himno del estado de Perak, la canción se convirtió en una melodía popular, tocada en los partidos, en cabarés y cantada por casi todos en los años 20 y los años 30 (hoy, por supuesto, desde independencia, no se usa como melodía popular, y cualquier uso semejante está prohibido).
Negaraku fue presentado con un tambor "que hace señas a la audiencia a la atención, y anuncia una paz permanente, donde la nación canta sus compromisos de lealtad al rey y al país. Continúa serenamente expresando la unidad de nuestra población multiétnica y nuestra gratitud al dios por sus bendiciones. Y la música repite la coda, rogando por la seguridad de nuestro rey, tras lo que viene un crescendo del tambor, que culmina en una conclusión conmovedoramente digna." 
El himno recibió una nueva forma 1992, que se probó impopular. Algunos malayos han llegado hasta a decir que el tempo alterado se asemeja a música del circo. En julio de 2003 se divulgó en la prensa de Malasia que el himno sería cambiado por segunda vez y el título pasaría a ser Malaysiaku. Tras una protesta pública, el cambio del nombre fue desechado, pero el himno volvió al periodo pre-1992 del compositor Wah Idris.
La reciente tentativa del gobierno de guardar el quitar el violín ha molestado a la mayoría de los malayos, hasta tal punto que se considera imprudente hacer cualquier alteración sin el apoyo de un referéndum popular.

## Letra

### Enmalayo
| Alfabeto Rumi | Alfabeto Jawi                                                                                            | Transcripción API (versión musical) |
| Negaraku, Tanah tumpahnya darahku, Rakyat hidup, Bersatu dan maju! 𝄆 Rahmat bahagia, Tuhan kurniakan, Raja kita, Selamat bertakhta! 𝄇 | نڬاراكو تانه تومڤهڽ دارهكو رعيت هيدوڤ برساتو دان ماجو 𝄇 رحمة بهاڬيا توهن كورنياكن راج كيت سلامت برتختا 𝄆 | [negaraku] [tana(h) tumpa(h)ɲa dara(h)ku] [raʔjat̚ hidup̚] [bersatu dan madʒu] 𝄆 [ra(h)mat̚ bahagia] [tuhan kurniakan] [radʒa kita] [selamat̚ bertaxta] 𝄇 |

### Traducción al español
O mi tierra,
La tierra en donde mi vida comenzó,
Donde la gente vive en armonía y prosperidad,
Con bendiciones Dios-dadas de la felicidad,
Nuestros reinados del rey en paz.
Con bendiciones Dios-dadas de la felicidad,
Nuestros reinados del rey en paz.